# Бади, Мехрдад
Мехрда́д Бади́ (также Мехрдат; англ. Mehrdad Badie; прозвище в советской андерграудной музыкальной среде Макар; прозвище в английской клубной музыкальной среде Марк, англ. Mark; род. 14 марта 1954, Баку, Азербайджанская ССР, СССР) — советский, британский и российский певец персидского происхождения.

## Биография
До 1977 года проживал в Москве на Ленинском проспекте. Окончил среднюю школу № 196 (в настоящее время № 1266). Как музыкант и вокалист заявил о себе со школьных лет. Репетиции созданной при его участии группы (квинтет) проходили в помещении Иранского клуба на ул. Горького.
С 1970 по 1972 год был вокалистом в группе «Второе пришествие», группа исполняла кавер-версии «Black Sabbath», «The Beatles», «Deep Purple», «The Rolling Stones», «Three Dog Night» и др. С 1973 по 1977 был вокалистом группы «Арсенал». Известен также как исполнитель песен «Я мысленно вхожу в ваш кабинет» и «Доброй ночи» с пластинки «По волне моей памяти». В советской музыкальной среде также бытовали его прозвища «Макар» и «Марк».
В 1972 году Бади участвовал на бэк-вокале в записи песни «Больше жизни» группы «Цветы» Стаса Намина. Также несколько спектаклей он отработал вместе с «Араксом» в Ленкоме.
Вместе с композитором Александром Зацепиным Мехрдад записал песни для кино: песню американского баскетболиста для фильма «Центровой из поднебесья» 1975 года и песню «Люди, любите сказки» для фильма «Бросок, или Все началось в субботу» 1976 года.
В 1977 уехал в Лондон, где обучался в музыкальном колледже и стал профессиональным музыкантом. В 1991 году получил британское подданство. Советского гражданства не имел (проживал по паспорту политэмигранта), хотя родился в СССР.
О жизни Бади в Англии рассказывал Сева Новгородцев:
Однако, французская музыка в масштабах страны [Англии] всё же живёт на отшибе. Где с ней можно столкнуться? Где-то на обочинах. Ну, например, есть такой певец Мехрдад Бади, его голос звучит на альбоме Давида Тухманова «По волне моей памяти» — в песне «Я мысленно вхожу в ваш кабинет». Он брат моего свояка, мужа моей покойной сестры. Так вот, этот Бади здесь уже много лет очень успешно играет в ресторанах, и у него репертуар всемирный. Он вам отбуцкает вечер любой музыки по заказу. Хотите иранскую, хотите русскую, и, естественно, французских шлягеров он знает очень много.
В 2005, 2006 и 2008 Мехрдад Бади участвовал в качестве вокалиста в записи альбомов Вячеслава Горского, также состоявшего в ансамбле «Арсенал» в 1974—1983 годах.

## Семья
Мехрдад Бади — младший сын поэтессы Жале Исфахани (перс. ژاله اصفهانی‎, англ. Jaleh Esfahani), также известной как Бади Жале Абулгасем (по разным сведениям, родилась в 1923, или 8 марта 1922, или 3 июля 1922, или в 1921; скончалась 29 ноября 2007) и военного лётчика Шамса Аль Дин Бади (англ. Shams-al-din Badie). Шамс Аль Дин Бади был иранским коммунистом и боролся против режима династии шахов Пехлеви, в связи с чем был арестован иранскими властями. В 1947 (по другим сведениям, в 1946) супруги бежали из Ирана в СССР, вначале поселившись в Баку. Оба супруга были успешными специалистами и учёными и со временем перебрались в Москву (Жале опубликовала более 20 томов поэзии и защитила диссертацию по персидской литературе; Шамс был видным специалистом по Ирану, защитил диссертацию по экономике). После свержения режима шаха в 1979 Шамс Бади сделал попытку вернуться в Иран, но новая власть также была настроена к нему враждебно, поэтому, спасаясь от преследований, Шамс вновь покинул страну и вернулся в Москву, а затем отправился в Лондон на лечение. Жале вернулась в Иран в 1981, однако два года спустя также переехала в Лондон.
Бижан Бади, старший брат Мехрдада, был женат на Наталье Ивановой (сестре Севы Новгородцева), которая работала концертмейстером в балете Бориса Эйфмана до переезда в Лондон из Санкт-Петербурга.

## Интервью
- Симонян Георгий, Колпаков Валерий, Соловьёв Сергей. Но так не случилось: [Интервью с Мехрдадом Бади]. Вокально-инструментальная эра (июнь 2013). Дата обращения: 27 января 2017.

## Участие в документальных фильмах
- Михалёв Алексей. На своей волне: Документальный фильм. Россия-24 (1 января 2017). Дата обращения: 16 января 2017. (видео)